# Ichneumon barbator
Ichneumon barbator là một loài tò vò trong họ Ichneumonidae.